# 高橋名月
高橋 名月（たかはし なつき、1996年10月30日 - ）は、日本の映画監督・脚本家。兵庫県西宮市生まれ。
兵庫県立芦屋国際中等教育学校（Ashiya International Secondary School）、日本大学芸術学部映画学科卒業。

## 人物・来歴
2014年、高校在学時に執筆した『正しいバスの見分けかた』が第14回伊参スタジオ映画祭シナリオ大賞短編の部において、グランプリを映画祭史上最年少の18歳で受賞。翌2015年に自身で初監督を務め、中条あやみ主演で映像化している。
同作品は、第15回伊参スタジオ映画祭にて2015年11月15日に初公開となり、以後も第30回高崎映画祭など各地の映画祭で上映され、2019年8月に4年越しで、自身も助監督を担当した『なれない二人』と同時上映で劇場公開となった。
2021年には、スピンオフドラマ『ソムリエは迷探偵』や『うきわ -他人以上、友達未満-』で監督を務めた。
2022年にはテレビドラマ『メンタル強め美女白川さん』で監督を担当し、同年11月公開の自身初の長編映画『左様なら今晩は』では、監督・脚本を務めている。
フリーランスの監督、脚本家として精力的に活動中。

## 作品

### 映画
- 『なれない二人』（2019年8月23日公開、スタジオブルー） - 助監督[9]
- 『左様なら今晩は』（2022年11月11日公開、パルコ） - 監督・脚本[10]

### 短編映画
- 『正しいバスの見分けかた』（2015年製作、2019年8月23日公開、スタジオブルー） - 監督・脚本[7]

### テレビドラマ
- 『書けないッ!?〜脚本家 吉丸圭佑の筋書きのない生活〜』（2021年1月16日 -  3月13日、テレビ朝日） - 劇中脚本協力
- 『メンタル強め美女白川さん』（2022年4月7日 - 6月23日、テレビ東京）（第4話・第5話、第9話）- 監督
- 『ジャックフロスト』（2023年2月17日 - 3月31日、毎日放送）（第3話・第4話） - 監督・脚本[11][12]
- 『墜落JKと廃人教師』（2023年4月7日 - 6月2日、毎日放送）（第3話・第5話） - 監督[13]
  - 『墜落JKと廃人教師Lesson2』（2024年6月19日 - 7月24日、毎日放送）（第3話・第4話） - 監督、（第1話・第3話・第4話） - 脚本
- 『体感予報』（2023年8月11日 - 10月13日、毎日放送）（第1話 - 第3話、最終話）- 脚本[14]
- 『先生さようなら』（2024年1月23日 - 3月26日、日本テレビ）（第4話・第5話） - 監督[15]
- 『マイストロベリーフィルム』（2024年2月16日 - 4月5日、毎日放送）（第2話・第3話） - 共同脚本[16]
- 『買われた男』（2024年4月18日 - 6月20日、テレビ大阪）（第1話・第4話） - 脚本
- 『顔に泥を塗る』（2024年7月27日 - 8月24日、テレビ朝日）（第3話 - 第5話） - 演出[17]
- 『つづ井さん』（2024年10月11日 - 12月27日、読売テレビ）（第1話 - 第4話） - 監督[18]
- 『バツコイ』（2024年10月20日 - 2025年1月5日、BSテレ東・テレビ大阪）（第3話・第4話） - 脚本
- 『年下彼氏2』（2024年10月13日 - 12月15日、朝日テレビ放送）（episode8・episode9・episode17） - 監督
- 『ふったらどしゃぶり』（2025年1月10日 - 2月21日、毎日放送）（第1話・第4話 - 最終話） - 監督
- 『年下童貞くんに翻弄されてます』（2025年4月25日 - 、毎日放送） - 監督

### 配信ドラマ
- 『ソムリエは迷探偵』（『シェフは名探偵』〈2021年5月31日 - 8月2日、テレビ東京〉スピンオフドラマ、Paravi[注 1]）（第1話・第2話、第5話・第6話、最終話）- 監督・脚本
- 『うきわ -他人以上、友達未満-』（『うきわ -友達以上、不倫未満-』〈 2021年8月9日 - 9月27日、テレビ東京〉スピンオフドラマ、Paravi[注 1]）（第3話 - 第6話）- 監督

## 受賞歴
- 第14回伊参スタジオ映画祭シナリオ大賞2014短編の部大賞[5]
- 第17回（2019年）中之島映画祭優秀賞[19]
- 門真国際映画祭2019優秀作品賞[19]
- 第9回（2019年）知多半島映画祭グランプリ[3]

（＊ 4件とも『正しいバスの見分けかた』によるもの）